# 艾錫·希頓
艾錫·希頓（英語：Isaac Hayden，1995年3月22日—），是一名英格蘭裔牙買加足球員。曾効力英格兰超級足球联赛球队紐卡素，牙買加國家足球隊成員。司職防守中場或中堅。
他的父親是英國人，母親是牙買加人，他本人有資格代表兩支國家隊。

## 球會生涯

### 阿仙奴
艾錫·希頓在2013年9月25日首次登場，為阿仙奴在英格蘭聯賽盃第三圈的比賽出場，對手為西布朗，在第84分鐘後備入替，最終阿仙奴在12碼大戰晉級。在2014年9月23日，他取得第二次出場機會，同樣在英格蘭聯賽盃第三圈，可惜阿仙奴主場以1比2不敵。

### 候城（外借）
2015年7月31日，希頓被外借至英格兰冠軍足球联赛的，增加一線隊的經驗。希頓於聯賽首輪便獲得出場機會，對手為，但候城以2比0落敗。2016年1月16日，希頓射入他首個入球，協助球隊大勝6比0。

### 紐卡素
2016年7月11日，希頓轉會至紐卡素，簽約5年，轉會費約250萬歐元。

## 國家隊生涯
艾錫·希頓曾代表英格蘭U16、U17、U18、U19、U20和U21的代表隊。

## 外部連結
- （英文） 艾錫·希頓 （页面存档备份，存于）於阿仙奴官網的資料

- Isaac Hayden profile （页面存档备份，存于） at Arsenal.com